# 水晶体
水晶体（すいしょうたい、英: lens）は、脊椎動物の目の中にある組織。カメラでいう凸レンズの役割を果たす。

## ヒトの水晶体
厚さは約4mm前後で、直径は約9mm。無色透明で、凸レンズの形状。眼球における屈折力の1/4から1/3を担っている。毛様体と呼ばれる筋肉がつながり、チン小帯で支えられる。
近くを見るときは毛様筋が収縮し、チン小帯が弛緩することで厚くなる。遠くを見るときは逆に毛様筋が弛緩し、チン小帯が引っ張られることで薄くなる。このようにして遠近にピントを合わせる。
長時間近くを見続けるなどすると緊張により一時的に元に戻らなくなることがある。（「遠くを見ようとするとかすむ」感覚。）この状態を「仮性近視」と呼び、常態化すると近視となると言われているが俗説である。
水晶体は加齢とともに硬くなるため、焦点を調整することが困難となる。老視または老眼と呼ばれる。

## 発生
外胚葉から発生する。
イモリの場合、表皮部の外胚葉が神経外胚葉の一部を誘導し、眼杯を形成させる。そしてその眼杯では表皮部の外胚葉から水晶体が誘導される。このあと眼杯は網膜となり、水晶体は角膜を誘導する。

## 構造

### 水晶体核、水晶体皮質
実際にピントの調節作用を担っている部分。クリスタリンなどの水溶性蛋白質と、アルブミノイドなどからなる。

### 上皮
上皮細胞からなる。

### 水晶体嚢
核と皮質を入れる袋のようになっている。膜蛋白質からなる。水晶体嚢も参照。

## 水晶体脱臼
水晶体の位置異常のうち、後天的に生ずるものを水晶体脱臼（英：dislocation of the lens、独：Linsenluxation）という。外傷その他の原因によって起こるが、外力によるもののみを指す場合には特に外傷性水晶体脱臼 traumatic lens dislocation ともいう。眼球に外力が加わり、裂傷を伴うことなく前房内、硝子体内に脱臼（抜け落ちる）する場合、また、眼球破裂の結果として結膜下もしくは結膜外に脱臼する場合などがある。前房内の脱臼においては瞳孔閉鎖を生じ、緑内障を併発することがある。硝子体内の脱臼では、毛様体の刺激により虹彩毛様体炎を起こすことがある。
症状として、視力障害が現れる。治療に際しては、顕著な脱臼であれば水晶体を摘出する。
外傷によるもの以外では、骨格異常のマルファン症候群で水晶体偏位を伴うことが1914年、Boergerにより指摘されており、水晶体脱臼はマルファン症候群の診断上重要な症状の1つである。マルファン症候群の多くは常染色体性優性遺伝を呈する。
また、シスタチオニン合成酵素の欠損による常染色体性劣性遺伝疾患のホモシスチン尿症でも水晶体脱臼を呈する。

## 疾患
- 白内障